# Моноцитарний ерліхіоз людини
Моноцитарний ерліхіоз людини (англ. human monocytic ehrlichiosis) — інфекційна хвороба з групи ерліхіозів. Його спричинює Ehrlichia chaffeensis, яка уражає моноцити і макрофаги. Передається внаслідок укусу кліщів.

## Етіологія
Генетичні дослідження підтверджують ендосимбіотичну теорію про те, що підгрупа цих організмів еволюціонувала, щоб жити в клітинах ссавців у мітохондріях, щоб забезпечити клітини клітинною енергією в обмін на захист та існування. Виробництво АТФ ерліхіями біохімічно ідентично тому, що в мітохондріях ссавців. Усі багатоклітинні еукаріоти мають мітохондрії у своїх клітинах, включаючи птахів, риб, рептилій, безхребетних, рослин і грибів, крім ссавців.

## Епідеміологічні особливості
У США моноцитарний ерліхіоз людини зустрічається в південно-центральних, південно-східних і середньоатлантичних штатах, регіонах, де процвітають як білохвостий олень (Odocoileus virginianus), так і кліщі Amblyomma americanum.

## Клінічні прояви
Найпоширенішими симптомами є гарячка, головний біль, нездужання та міалгії. Порівняно з гранулоцитарним анаплазмозом людини, висипання зустрічаються частіше. Тяжкість захворювання може варіюватися від легкої або безсимптомної до небезпечної для життя. Може виникнути ураження ЦНС. Також може розвинутися сепсис із септичним шоком, особливо у пацієнтів з ослабленим імунітетом.

## Діагностика
Часто хворі не помічають укус кліща. Для пацієнтів, які живуть у районах з високою поширеністю хвороби та проводять час на свіжому повітрі, слід за наявності таких симптомів підозрювати хворобу. Серологічні дослідження можуть бути негативними в гострому періоді. Тому полімеразна ланцюгова реакція є основним методом лабораторної діагностики.

## Лікування
Якщо є підозра на ерліхіоз, лікування не слід відкладати, очікуючи остаточного лабораторного підтвердження, оскільки швидка терапія доксицикліном була пов'язана з покращенням результатів. Рифампіцин застосовується під час вагітності та у пацієнтів з алергією на доксициклін.